# VIA C7 mikroprocesszorok listája
A C7 mikroprocesszor a VIA Technologies gyártmánya, egy hetedik generációs CPU, amely a fogyasztói és a beágyazott piacot célozta meg.

## Asztali processzorok

### C7

#### „Esther”(90 nm)
- Minden modell támogatja: MMX, SSE, SSE2, SSE3, NX bit, VIA PadLock (SHA, AES, Montgomery Multiplier, RNG)
- VIA PowerSaver támogatása 2 ACPI P-állapottal

| Modellszám | Frekvencia | L2 gyorsítótár | Front-side bus | Órajelszorzó | Feszültség | TDP  | Foglalat | Megjelenés      | Azonosítók |
| ---------- | ---------- | -------------- | -------------- | ------------ | ---------- | ---- | -------- | --------------- | ---------- |
| C7 1.0     | 1000 MHz   | 128 KiB        | 400 MT/s       | 10×          | V          | 9 W  | NanoBGA2 | 2005. május 27. |            |
| C7 1.3     | 1300 MHz   | 128 KiB        | 400 MT/s       | 13×          | 1,004 V    | 10 W | NanoBGA2 | 2005. május 27. |            |
| C7 1.5     | 1500 MHz   | 128 KiB        | 400 MT/s       | 15×          | V          | 12 W | NanoBGA2 | 2005. május 27. |            |
| C7 1.6     | 1600 MHz   | 128 KiB        | 400 MT/s       | 16×          | V          | 15 W | NanoBGA2 | 2005. május 27. |            |
| C7 1.8     | 1800 MHz   | 128 KiB        | 800 MT/s       | 9×           | V          | 18 W | NanoBGA2 | 2005. május 27. |            |
| C7 2.0     | 2000 MHz   | 128 KiB        | 800 MT/s       | 10×          | V          | 20 W | NanoBGA2 | 2005. május 27. |            |

### C7-D

#### „Esther”(90 nm)
- Minden modell támogatja: MMX, SSE, SSE2, SSE3, NX bit, VIA PadLock (SHA, AES, Montgomery Multiplier, RNG)
- VIA PowerSaver támogatás a D 1.8 és 2.0 modellekben, 2 ACPI P-állapottal

| Modellszám | Frekvencia | L2 gyorsítótár | Front-side bus | Órajelszorzó | Feszültség | TDP  | Foglalat | Megjelenés           | Azonosítók |
| ---------- | ---------- | -------------- | -------------- | ------------ | ---------- | ---- | -------- | -------------------- | ---------- |
| C7-D 1.5   | 1500 MHz   | 128 KiB        | 400 MT/s       | 15×          | 1,084 V    | 15 W | NanoBGA2 | 2006. szeptember 13. |            |
| C7-D 1.8   | 1800 MHz   | 128 KiB        | 400 MT/s       | 18×          | V          | 20 W | NanoBGA2 | 2006. szeptember 13. |            |
| C7-D 2.0   | 2000 MHz   | 128 KiB        | 800 MT/s       | 10×          | V          | W    | NanoBGA2 |                      |            |

## Mobil processzorok

### C7-M

#### „Esther”(szabványos feszültség, 90 nm)
- Minden modell támogatja: MMX, SSE, SSE2, SSE3, NX bit, VIA PadLock (SHA, AES, Montgomery Multiplier, RNG)
- VIA PowerSaver támogatása max. 8 ACPI P-állapottal

| Modellszám | Órajel   | L2 gyorsítótár | FSB sebesség | Órajelszorzó | Feszültségtartomány | TDP  | Foglalat   | Megjelenés      |
| ---------- | -------- | -------------- | ------------ | ------------ | ------------------- | ---- | ---------- | --------------- |
| C7-M 754   | 1,5 GHz  | 128 KiB        | 400 MHz      | 15×          | 1,004 V             | 12 W | Socket 479 | 2005. június 1. |
| C7-M 764   | 1,6 GHz  | 128 KiB        | 400 MHz      | 16×          | 1,084 V             | 15 W | Socket 479 | 2005. június 1. |
| C7-M 765   | 1,6 GHz  | 128 KiB        | 533 MHz      | 12×          | 1,084 V             | 15 W | Socket 479 | 2005. június 1. |
| C7-M 784   | 1,8 GHz  | 128 KiB        | 400 MHz      | 18×          | 1,148 V             | 18 W | Socket 479 | 2005. június 1. |
| C7-M 785   | 1,86 GHz | 128 KiB        | 533 MHz      | 14×          | 1,148 V             | 18 W | Socket 479 | 2005. június 1. |
| C7-M 794   | 2 GHz    | 128 KiB        | 400 MHz      | 20×          | 1,196 V             | 20 W | Socket 479 | 2005. június 1. |
| C7-M 795   | 2 GHz    | 128 KiB        | 533 MHz      | 15×          | 1,148 V – 1,196 V   | 20 W | Socket 479 | 2005. június 1. |

#### „Esther”(ultra alacsony feszültség, 90 nm)
- Minden modell támogatja: MMX, SSE, SSE2, SSE3, NX bit, VIA PadLock (SHA, AES, Montgomery Multiplier, RNG)
- VIA PowerSaver támogatása max. 8 ACPI P-állapottal

| Modellszám | Órajel  | L2 gyorsítótár | FSB sebesség | Órajelszorzó | Feszültségtartomány | TDP   | Foglalat   | Megjelenés        | Azonosítók |
| ---------- | ------- | -------------- | ------------ | ------------ | ------------------- | ----- | ---------- | ----------------- | ---------- |
| C7-M ULV   | 1 GHz   | 128 KiB        | 400 MHz      | 10×          | 0,796 V             | 3,5 W | Socket 479 | 2006. március 10. |            |
| C7-M ULV   | 1,2 GHz | 128 KiB        | 400 MHz      | 12×          | 0,796 – 0,844 V     | 5 W   | Socket 479 | 2006. március 10. |            |
| C7-M ULV   | 1,2 GHz | 128 KiB        | 800 MHz      | 6×           | 0,796 – 0,844 V     | 5 W   | Socket 479 | ?                 |            |
| C7-M ULV   | 1,5 GHz | 128 KiB        | 400 MHz      | 15×          | 0,795 – 0,957 V     | 7,5 W | Socket 479 | 2006. március 10. |            |
| C7-M ULV   | 1,6 GHz | 128 KiB        | 400 MHz      | 16×          | 0,796 – 0,957 V     | 7,5 W | Socket 479 | ?                 |            |
| C7-M ULV   | 1,6 GHz | 128 KiB        | 800 MHz      | 8×           | 0,796 – 0,988 V     | 8 W   | Socket 479 | 2007. szeptember  |            |

## Fordítás
Ez a szócikk részben vagy egészben  a   List of VIA C7 microprocessors című angol Wikipédia-szócikk ezen változatának fordításán alapul.  Az eredeti cikk szerkesztőit annak laptörténete sorolja fel. Ez a jelzés csupán a megfogalmazás eredetét és a szerzői jogokat jelzi, nem szolgál a cikkben szereplő információk forrásmegjelöléseként.